# Joseph Calleja
Joseph Calleja (* 22. ledna 1978 Attard, Malta) je maltský operní pěvec – tenorista.

## Život
Calleja začal zpívat ve věku 16 let, když jej objevil tenor Brian Cefai. Poté studoval zpěv v ostrovním hlavním městě La Valetta u Pawlu Asciaka. Již jako devatenáctiletý debutoval v divadle Astra v městě Gozo (na jedné ze tří operních scén na Maltě) v roli Macduffa v díle Giuseppa Verdiho Macbeth. V roce 1998 zvítězil Calleja v renomované soutěži Caruso Competition v italském Miláně. O rok později získal cenu při Operalia International Opera Competition pořádané Plácidem Domingem. Od té doby je považován za jednoho z nejvýraznějších tenorů 21. století.
Dne 8. října 2015 byl Calleja zvolen jedním z ředitelů Evropské akademie hudebních divadel (European Academy of Music Theatre).